# Konrad Reuland
Konrad Reuland (* 4. April 1987 in Springfield, Ohio; † 12. Dezember 2016 in Los Angeles, Kalifornien) war ein American-Football-Spieler auf der Position des Tight Ends. In seiner Karriere war er für die San Francisco 49ers, New York Jets, Indianapolis Colts und Baltimore Ravens in der National Football League (NFL) aktiv.

## Frühe Jahre
Reuland ging auf die High School in Santa Ana, Kalifornien. Danach ging er zunächst auf die University of Notre Dame, um dort für die Collegefootballmannschaft zu spielen. 2008 wurde er auf die Stanford University transferiert.

## NFL

### San Francisco 49ers
2011 wurde Reuland als nicht gedrafteter Free Agent bei den San Francisco 49ers unter Vertrag genommen.

### New York Jets
Am 1. September 2012 unterschrieb er einen Vertrag bei den New York Jets. Hier absolvierte er in der NFL-Saison 2012 alle 16 Spiele für die Jets. Seinen ersten Pass in der NFL fing er am zweiten Spieltag der Saison im Spiel gegen die Pittsburgh Steelers. Am 19. November 2013 wurde er wegen einer Knieverletzung auf die Reserveliste gesetzt.

### Indianapolis Colts
Am 21. Oktober 2014 unterschrieb Reuland einen Vertrag bei den Indianapolis Colts, wurde aber bereits am 30. Oktober desselben Jahres entlassen.

### Baltimore Ravens
Am 12. November 2014 wurde Reuland dem Practice Squad der Baltimore Ravens hinzugefügt.  Am 8. Dezember 2015 wurde er in den 53-Mann-Kader der Ravens berufen.

### Zweiter Versuch bei den Indianapolis Colts
Am 31. Juli 2016 unterzeichnete Reuland einen weiteren Vertrag bei den Indianapolis Colts. Am 29. August wurde er jedoch wieder entlassen.

## Tod
Am 28. November 2016 wurde bei Reuland ein zerebrales Aneurysma festgestellt, das am Folgetag operiert wurde und dem er im Alter von 29 Jahren am 12. Dezember 2016 erlag.